# Axonopus surinamensis
Axonopus surinamensis là một loài thực vật có hoa trong họ Hòa thảo. Loài này được (Steud.) Henrard mô tả khoa học đầu tiên năm 1942.